# Djıdir duzu
Vous pouvez aider à l'améliorer ou bien discuter des problèmes sur sa page de discussion.
- Le fond est à vérifier. Si vous venez d’apposer le bandeau, merci d’indiquer ici les points à vérifier. (Marqué depuis octobre 2022)

Vous pouvez aider à l'améliorer ou bien discuter des problèmes sur sa page de discussion.
- Son texte doit être wikifié : il ne correspond pas à la mise en forme Wikipédia (style, typographie, liens internes, liens entre les wikis, etc.). (Marqué depuis octobre 2022)
- Il est orphelin : moins de trois articles lui sont liés. Aidez à ajouter des liens en plaçant le code [[Djıdir duzu]] dans les articles relatifs au sujet. (Marqué depuis octobre 2022)

Djidir duzu (en azéri:Cıdır düzü), signifiant « la plaine de Djidir », est une zone située près de la ville de Choucha, où se tenaient historiquement des courses de chevaux, et depuis l'époque du Khanat de Karabakh, la population turque locale célèbre Novrouz et de nombreuses courses de chevaux. 

## Concours et réunions littéraires sur le champ de course
Djıdir duzu ("champ de course") est la principale zone de loisirs active de l'ancienne Choucha. La plupart des habitants de Choucha, en particulier les jeunes, préfèrent se réunir dans la plaine du Djidir quand il fait beau. Le nom même de la place indique que les gens ont l'habitude d'organiser des courses et des jeux de djovgan ainsi que des jeux de course ici. Les compétitions sont organisées non seulement sur des chevaux, mais aussi sur des chameaux. Sous le règne d'Ibrahimkhalil Khan, qui était un amoureux des chevaux, des compétitions avaient lieu dans son manoir et dans la plaine de Djidir. Les gagnants sont traités généreusement et reçoivent de précieux cadeaux. Les jeunes sont plus intéressés par l'équitation. Le jeu appelé "Baharbandi" était l'un des jeux les plus célèbres. Tout en montant son cheval, le cavalier pris son casque, son arme, son poignard, son épée  et les place dans un endroit spécial. Et puis, dans l'ordre, ils doit les ramasser et les enfiler sans ralentir. Des jeux célèbres tels que "Jeu de chapeau" et "Jeu de foulard" ont également lieu dans la plaine de Djidir et musicaux ont lieu à Djidir Duzu. Chaque année, de mai 1989 à 1991, des rencontres littéraires et le festival de musique de Khary bulbul ont lieu à Djiydir Duzu.
Les 12 et 13 mai 2021, pour la première fois après la libération de la ville de Shusha, le festival Kharybulbul a lieu à Djidir Duzu.